# ألان جونسون
ألان آرثر جونسون (بالإنجليزية: Alan Arthur Johnson)‏؛ (17 مايو 1950 - )، وزير الداخلية في المملكة المتحدة منذ يونيو 2009. كان عضوًا للبرلمان عن مقاطعة كينغستون أبون هول الغربية وهيسل. ترأس وزارتي الصحة والتعليم سابقًا. وهو أول زعيم سابق لاتحاد نقابة العمال يصبح وزيرًا منذ فرانك كوزنس في 1964.

## وصلات خارجية
- الموقع الرسمي